# Mário Júnior

Mário da Silva Pedreira Júnior (Rio de Janeiro, 3 de maio de 1982), mais conhecido como Mário Júnior, é um jogador de voleibol brasileiro. Joga como líbero no time do RJX, de Rio de Janeiro. 
Começou a jogar voleibol nas categorias de base do Tijuca Tênis Clube, em 1993. Lá se destacou e passou por todas as seleções cariocas de base, onde também se destacou e acabou convocado para as seleções brasileiras infanto-juvenil e juvenil. 
Nos primeiros anos de profissional, jogou no America-RJ em 2000 e no Vasco/Três Corações, em 2000 e 2001, ainda jogando como ponteiro. Passou também pelas equipes de Blumenau, em 2002 e 2003, e ULBRA/Canoas, do Rio Grande do Sul, onde jogou em 2004 e 2005. Foi campeão por três anos seguidos da Superliga pelo Cimed de Florianópolis. Chegou na seleção brasileira de voleibol de novos em 2008. Foi campeão da Liga Mundial pela seleção masculina adulta em 2009 e em 2010, nessa última substituindo o titular Serginho e recebendo o prêmio de melhor líbero da competição.